# Cry (canción de Ashnikko)
«Cry» es una canción del cantante y rapero estadounidense Ashnikko, con la voz del cantautora canadiense Grimes. Fue lanzado el 17 de junio de 2020 a través de Parlophone Records como el sencillo principal del mixtape debut de Ashnikko, Demidevil. Fue producido por Ebenezer y escrito por Ashnikko, Grimes, Ebenezer y Faangs. Una pista de nu metal, rap rock e hyperpop, sus letras están dedicadas a la ex mejor amiga de Ashnikko que tuvo relaciones sexuales con su exnovio.
La canción recibió críticas generalmente positivas de los críticos de música y se incluyó en la lista de NPR de las mejores canciones de 2020. El video musical animado por CGI al estilo anime de la canción fue dirigido por Mike Anderson y lanzado el mismo día que la canción. Fue nominado a Mejor Video Pop - Reino Unido en los Premios de Video Musical del Reino Unido de 2020.

## Antecedentes y lanzamiento

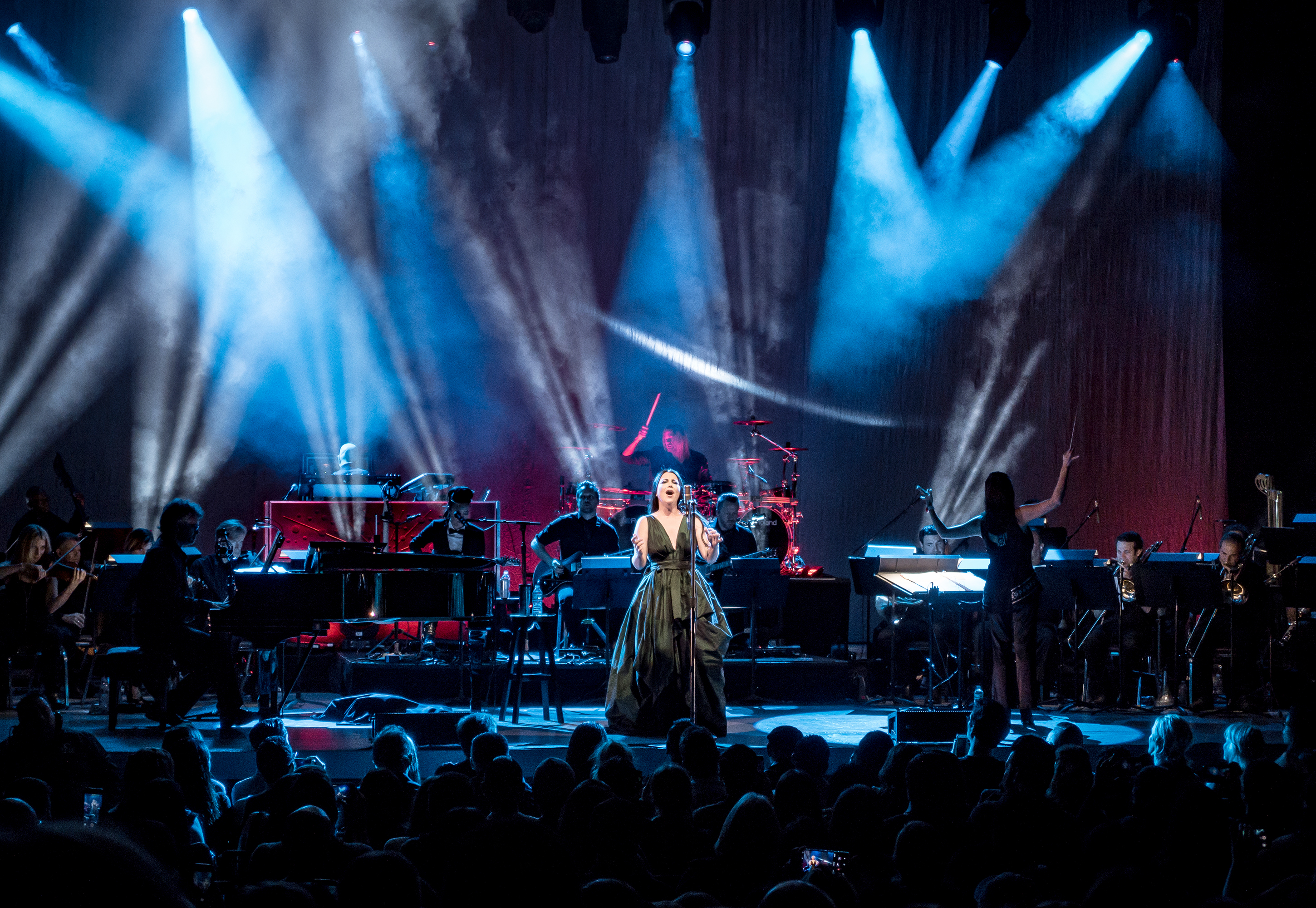
"Cry" se inspiró en la banda de rock estadounidense Evanescence (en la foto)

Ashnikko originalmente escribió "Cry" con el deseo de escribir una canción que recordara a la banda de rock estadounidense Evanescence como una broma, pero le gustó el sonido de la pista y decidió expandirla. Después de que Grimes siguió a Ashnikko en Instagram, Ashnikko le envió un mensaje directo pidiéndole que apareciera como artista destacada en una de sus canciones, a lo que Grimes estuvo de acuerdo. La canción fue coescrita con el cantautor canadiense Faangs.
La canción se anunció el 27 de mayo de 2020, mientras que su fecha de lanzamiento se anunció originalmente como el 3 de junio de 2020 a través de la cuenta de Twitter de Ashnikko. El lanzamiento fue pospuesto en respuesta a las protestas de George Floyd, y Ashnikko tuiteó "Ahora NO es el momento de promover la música". Fue lanzado como el sencillo principal de su mixtape Demidevil de 2021, y se convirtió en el primer lanzamiento de Grimes después de dar a luz a su primer hijo con Elon Musk. La pista fue lanzada el 17 de junio de 2020. Una versión de heavy metal de la canción con la banda Employed to Serve fue lanzada el 4 de agosto de 2020.

## Video musical
El video musical de "Cry" fue lanzado el mismo día que la canción. Fue dirigida por Mike Anderson y se realizó como una animación CGI, en parte debido a la pandemia de COVID-19 y al embarazo de Grimes. El video se inspiró en la ciencia ficción y el anime.
El video comienza con una niña de cabello verde que corre por un callejón en una ciudad en ruinas y luego se esconde detrás de un automóvil destruido. Ashnikko, que aparece como un demonio al que le faltan tres cabezas y partes de su cuerpo, comienza a perseguir a la chica de cabello verde, que dispara a Ashnikko pero tropieza. Ashnikko toma a la niña por el cuello para ver que lleva un colgante con la mitad de un corazón roto antes de partir su cuerpo por la mitad.
Un flashback muestra a Ashnikko, esta vez sin mutaciones, flotando dentro de la cabeza de un mecha en el espacio, comenzando a llorar cuando ve su colgante, que tiene la otra mitad del corazón roto. En un bosque oscuro, Grimes, quien es representado como un grupo de hadas idénticas, dispara un rayo de luz al cielo, que golpea el mecha y lo hace explotar. Ashnikko comienza a flotar en el espacio exterior, antes de que Grimes le toque la cabeza, lo que la hace transformarse en su versión distorsionada de tres cabezas. De vuelta en la ciudad, Ashnikko camina hacia la chica de cabello verde y comienza a mutar cuando las cabezas de Grimes comienzan a crecer fuera de sus extremidades.

## Posicionamiento en lista
| Lista (2020)                   | Posiciones |
| ------------------------------ | ---------- |
| New Zealand Hot Singles (RMNZ) | 37         |